# Felicia Oh
Felicia Oh (Seattle, 13 de dezembro de 1967) é uma competidora americana de submission grappling e instrutora de artes marciais. Felicia recebeu sua faixa-preta em jiu-jitsu brasileiro do mestre Jean Jacques Machado.

## Biografia
Felicia começou a treinar jiu-jitsu brasileiro em novembro de 2000, após ser apresentada à arte pelo marido de uma amiga, aos 33 anos de idade. Pouco depois, ela se matriculou na academia do mestre Jean Jacques Machado em Tarzana, Califórnia. Ela progrediu rapidamente na arte e, após apenas 4 anos e meio de treino, foi graduada faixa-preta em junho de 2005.
Além de treinar com Jean Jacques Machado, Felicia também treinou com o também faixa-preta da família Machado e fundador do 10th Planet Jiu-Jitsu, Eddie Bravo.
Felicia conquistou diversos títulos importantes, incluindo a vitória nas seletivas norte-americanas do ADCC, garantindo sua vaga para representar os Estados Unidos no campeonato mundial de submission. Lá, venceu com autoridade uma multicampeã mundial de BJJ e uma estrela japonesa, chegando à final do mais prestigiado torneio de grappling do mundo. Em 2007, ela se tornou uma das primeiras campeãs da IBJJF no Campeonato Pan-Americano de Jiu-Jitsu nas divisões com e sem kimono.
Felicia é a número 6 da lista "Female Dirty Dozen" do jiu-jitsu brasileiro — as primeiras 12 mulheres a receberem a faixa-preta no esporte.
Além de treinar e ministrar seminários, Felicia também se dedica a criar arte e acessórios inspirados no BJJ, por meio da marca FLAU – for love, art utility™ (www.forartloveutility.com).
Atualmente, Felicia oferece aulas particulares e seminários de grappling, jiu-jitsu e preparação física. Também atuou como entrevistadora para o GrappleTV e pode ser ouvida no podcast da plataforma. Trabalha ainda como inspetora para a Comissão Atlética do Estado da Califórnia.

## Educação
Felicia é bacharel em Belas Artes pela Cornish College of the Arts, em Seattle, e mestre em Belas Artes / Novos Gêneros pela University of California, Los Angeles. Trabalhou como designer de transmissão em Hollywood e foi uma das primeiras professoras do departamento de Mídia Digital do Otis College of Art and Design, antes de se dedicar integralmente às artes marciais.

## Linhagem
Kanō Jigorō → Tomita Tsunejirō → Mitsuyo "Count Koma" Maeda → Carlos Gracie Sr. → Carlos Gracie Jr. → Jean Jacques Machado → Felicia Oh

## Títulos
- Campeã Mundial Master da IBJJF – 2018
- Campeã Mundial Master da IBJJF – 2014
- Campeã Mundial da FILA – 2009 (50 kg, com kimono)
- Campeã Mundial da FILA – 2009 (50 kg, sem kimono)
- Integrante da Seleção Mundial de Grappling dos EUA – 2009
- Campeã das seletivas da equipe mundial de grappling dos EUA – 2009
- Medalhista de prata no Mundial de Grappling da FILA – 2008
- Campeã das seletivas da equipe mundial de grappling dos EUA – 2008
- Integrante da Seleção Mundial dos EUA – 2008
- Medalhista de prata no Mundial Sem Kimono da IBJJF – 2008
- Campeã Absoluto Avançado No-Gi do Grapplers Quest West – 2007
- Campeã Mundial de Grappling da FILA – 2007
- Campeã das seletivas da equipe mundial de grappling dos EUA – 2007
- Campeã das seletivas qualificatórias da equipe de grappling dos EUA – 2007
- Integrante da Seleção Mundial dos EUA – 2007
- Finalista do Campeonato Mundial de Submission Wrestling do ADCC – 2007
- Medalhista de prata no Mundial Sem Kimono da IBJJF – 2007
- Medalhista de bronze no Mundial com Kimono da IBJJF – 2007
- Campeã Pan-Americana da IBJJF (faixa-preta com kimono) – 2007
- Campeã Pan-Americana da IBJJF Sem Kimono (faixa-preta) – 2007
- Campeã das seletivas norte-americanas do ADCC – 2006
- Campeã Absoluto do US Open de Submission Grappling – 2006
- Campeã da Divisão Avançada (Classe B) do US Open de Submission Grappling – 2006
- Campeã da Divisão Avançada dos Jogos Pan-Americanos de Submission Grappling – 2005
- Medalhista de prata no Absoluto dos Jogos Pan-Americanos de Submission Grappling – 2005
- Campeã da Divisão Avançada (Classe A) do Grapplers Quest VII – 2005
- Campeã da Divisão Avançada (Classe B) do Grapplers Quest VII – 2005
- Campeã da Divisão Avançada do Grapplers Quest VI – 2004
- Medalhista de prata no Absoluto do Grapplers Quest VI – 2004
- Campeã da Divisão Profissional Feminina do U.S. Open – 2004
- Campeã do U.S. Open – 2003
- Campeã do Pan-Americano Sem Kimono – 2003
- Campeã do Tito Ortiz Submission Wrestling Invitational – 2003
- Campeã do Grappling Games Sem Kimono – 2003
- Campeã da Copa Pacífica – 2003
- Campeã do Campeonato Estadual da Califórnia – 2002
- Campeã do Grappling Games – 2001
- Indicada ao "Masters Hall of Fame" por "Contribuições Excepcionais às Artes Marciais" – 2007